# ستيفن إف. جوزيف
ستيفن إف. جوزيف (بالإنجليزية: Steven F. Joseph)‏ هو مؤرخ بريطاني، ولد في 24 أكتوبر 1955 في سالفورد في المملكة المتحدة.